# Aeroportul Chapecó
Aeroportul Chapecó (IATA: XAP, ICAO: SBCH) este un aeroport din Santa Catarina, Brazilia ce deservește zona Chapecó. Aeroportul a fost tranzitat în 2022 de 504.682 de pasageri. A fost deschis în 18 martie 1978 și numit după primar.
Situat la o altitudine de 654 m, aeroportul dispune de 1 pistă. Este operat de Socicam⁠(d).

## Infrastructură

### Piste
Aeroportul dispune de o singură pistă. Pista 11/29 are suprafața de asfalt și dimensiunile 2.063 m × 45 m. 